# Beiwa (köpinghuvudort i Kina, Ningxia Huizu Zizhiqu, lat 36,14, long 106,61)
Beiwa (kinesiska: 王洼镇) är en köpinghuvudort i Kina. Den ligger i den autonoma regionen Ningxia, i den nordvästra delen av landet, omkring 260 kilometer söder om regionhuvudstaden Yinchuan. Antalet invånare är 20 300. Befolkningen består av 9 552 kvinnor och 10 748 män. Barn under 15 år utgör 21,0 %, vuxna 15-64 år 71 %, och äldre över 65 år 6,0 %.
Runt Beiwa är det ganska tätbefolkat, med 96 invånare per kvadratkilometer. Beiwa är det största samhället i trakten. Trakten runt Beiwa består i huvudsak av gräsmarker.
Genomsnittlig årsnederbörd är 648 millimeter. Den regnigaste månaden är september, med i genomsnitt 151 mm nederbörd, och den torraste är december, med 1 mm nederbörd.